# Scuola di avviamento professionale
Le scuole di avviamento professionale erano, in Italia, particolari scuole che permettevano a chi aveva conseguito la licenza elementare di continuare gli studi ottenendo una formazione verso il mondo del lavoro, o verso le scuole professionali e tecniche. La scuola secondaria di avviamento professionale fu istituita nel 1928 dal Ministro Giuseppe Belluzzo, in sostituzione dei corsi postelementari e della scuola complementare, con lo scopo di completare l'istruzione dell'obbligo e di dare una preparazione professionale generica nei vari settori dell'attività economica. Con la legge del 22 aprile 1932 n. 490 se ne dispose il riordinamento, facendovi confluire le scuole operaie di avviamento al lavoro e i corsi integrativi di avviamento professionale. Si accedeva alla scuola di avviamento con la licenza elementare o con esame di ammissione e, al termine del corso di studi triennale, si conseguiva la licenza di scuola secondaria di avviamento professionale con la quale si poteva ottenere l'iscrizione alla scuola tecnica, alla scuola professionale femminile, al corso superiore dell'Istituto d'arte o dell'istituto tecnico. La scuola di avviamento professionale fu abolita con l'istituzione della scuola media unificata per l'accesso a tutte le scuole superiori. I Consorzi Provinciali per l'Istruzione Tecnica, furono istituiti in tutto il territorio nazionale con legge 21 gennaio 1936 n. 82 con il compito di promuovere lo sviluppo e il perfezionamento dell'istruzione tecnica. Tali consorzi concorrevano al finanziamento, all'organizzazione e gestione, sia dei corsi liberi ad iniziativa privata, sia delle scuole e dei corsi di istruzione dello Stato. Il presidente del consiglio di amministrazione era nominato dal Ministero della Pubblica Istruzione. I consorzi furono soppressi, a livello nazionale, nel 1977 (D.P.R. 24 luglio 1977) dopo che le funzioni amministrative erano passate alle Regioni (D.P.R. 15 gennaio 1972 n. 10).

## Storia

### La scuola complementare
Con la riforma Gentile del 1923 venne introdotta la scuola complementare, triennale, erede della soppressa scuola tecnica, con indirizzo industriale o commerciale, che non consentiva il proseguimento degli studi, in particolare i programmi prevedevano:
| Scuola complementare (1923 - 1962) | I  | II | III |
| ---------------------------------- | -- | -- | --- |
| Italiano                           | 4  | 4  | 3   |
| Lingua straniera                   | 4  | 4  | 4   |
| Storia e geografia                 | 4  | 4  | 3   |
| Matematica                         | 4  | 3  | 3   |
| Scienze naturali                   | -  | 2  | 2   |
| Computisteria                      | -  | 3  | 3   |
| Disegno                            | 4  | 3  | 3   |
| Calligrafia                        | 2  | -  | -   |
| Stenografia                        | -  | 1  | 2   |
| Totale delle ore settimanali       | 22 | 24 | 23  |

Si distinguevano i  corsi biennali dalle scuole di durata triennale. A loro volta c'era la distinzione tra  l'indirizzo industriale e quello commerciale.

### L'istituzione e la fine
Vennero istituite dal R.D. 5 febbraio 1928, n. 577, su impulso del ministro Giuseppe Belluzzo del governo Mussolini.
Questo tipo di scuola rimase operante fino all'emanazione della legge 31 dicembre 1962, n. 1859 quando si trasformò in scuola media inferiore.

## Caratteristiche
Era una scuola per i ragazzi dagli 11 ai 14 anni che potevano ricevere un addestramento pratico per le semplici professioni della manodopera esecutiva e per il segretariato. L'obbligo scolastico venne portato a 14 anni di fatto solo con la riforma del 1962, con la scuola media unica obbligatoria, che realizzò finalmente l'articolo 34 della Costituzione che prevedeva la scuola dell'obbligo fino a 14 anni.
Rimase l'unico canale d'istruzione post elementare senza il latino, e veniva frequentata perciò da tutti gli alunni che non intendevano proseguire l'istruzione nelle scuole superiori. Prevedeva in via teorica la possibilità di continuare gli studi tecnici attraverso il passaggio ai corsi inferiori dell'Istituto tecnico con esami selettivi di italiano e matematica.
Esistevano anche le "Scuole governative maschili serali" ad esempio ad indirizzo commerciale, destinate agli adulti in possesso della licenza elementare.